# إبراهيم عيسى (لاعب كرة قدم)
إبراهيم عيسى (بالإنجليزية: Ibrahim Issah)‏ هو لاعب كرة قدم غاني، ولد في 25 ديسمبر 2000.